# Stiftung Therapeutische Seelsorge
Die Stiftung Therapeutische Seelsorge (TS) ist seit 2012 eine gemeinnützige Stiftung evangelischer Prägung mit einem überkonfessionell ausgerichteten Weiterbildungsangebot in Seelsorge und christlich geprägter Psychotherapie. Das Werk wurde 1990 als „Therapeutisches Seelsorge Institut“ gegründet und 2012 als Stiftung etabliert.
Die Stiftung TS entstand aus der evangelischen Seelsorgebewegung der 1980er Jahre und ist geprägt vom Individualpsychologen und Buchautor Reinhold Ruthe sowie von der für die christliche Gemeinde modifizierten angewandten Individualpsychologie Alfred Adlers. Gegründet wurde sie von dem Theologen und Psychotherapeuten für Kinder und Jugendliche Michael Hübner, der 2008 das Konzept der „Verantwortungsseelsorge“ entwickelte.
Zweck der Stiftung ist die Förderung von Seelsorge und Therapie zur Stärkung von Einzelpersonen, Paaren und Gruppen. Grundlage ist das apostolische Glaubensbekenntnis.
Die Stiftung TS ist assoziiertes Mitglied der Gesellschaft für Bildung und Forschung in Europa. Über die Gesellschaft für Bildung und Forschung in Europa ist ein Master an der Unisa möglich.
Die Stiftung TS gehört zum Netzwerk der Stiftung Hensoltshöhe. Weitere Mitgliedschaften sind im Bund evangelischer Gemeinschaften sowie eine Kooperation  mit Forum Wiedenest.
Die Beziehung zwischen der Stiftung TS und der Akademie für christliche Führungskräfte führte 2013 zu einer gemeinsamen Buchveröffentlichung.
Sitz der Stiftung ist Neuendettelsau im Landkreis Ansbach, Sitz der Geschäftsleitung ist Gunzenhausen.

## Ausbildung
Die Stiftung bietet folgendes Ausbildungsprogramm an:
1. Begleitende Seelsorge: dient der gemeindeinternen Seelsorge
2. Beratende Seelsorge: prozesshafte Begleitung von Ratsuchenden
3. Therapeutische Seelsorge: setzt sich zusammen aus Beratender Seelsorge plus der  Heilpraktiker-Prüfung für Psychotherapie durch das örtliche Gesundheitsamt.[10]
4. Akademisches Aufbauprogramm zur Vorbereitung zum Master in Praktischer Theologie an der Universität von Südafrika[11]